# قهرمانی جودو جهان ۲۰۱۴
قهرمانی جودو جهان ۲۰۱۴ سی و سومین دوره از رقابت‌های قهرمانی جهان می‌باشد که از ۲۵ تا ۳۱ اوت ۲۰۱۴ در چلیابینسک، روسیه برگزار گردید.

## پیشنهادها
جمهوری آذربایجان، روسیه، کره جنوبی، امارات و ایالات متحده به فدراسیون بین‌المللی جودو برای برگزاری مسابقات قهرمانی جهان ۲۰۱۴ پیشنهاد نامزدی خود را ارائه دادند. در ۲ اکتبر ۲۰۱۲، اعلام شد که روسیه برای نخستین مرتبه قهرمانی جهان را برگزار می‌کند. پیش از این، قهرمانی جهان ۱۹۸۳ در اتحاد جماهیر شوروی (مسکو) و رقابت‌های قهرمانی جهان ردهٔ آزاد ۲۰۱۱ در تیومن برگزار شده بود. برگزاری موفق قهرمانی جودو اروپا ۲۰۱۲ در چلیابینسک از دلایل اصلی کسب این میزبانی بود.

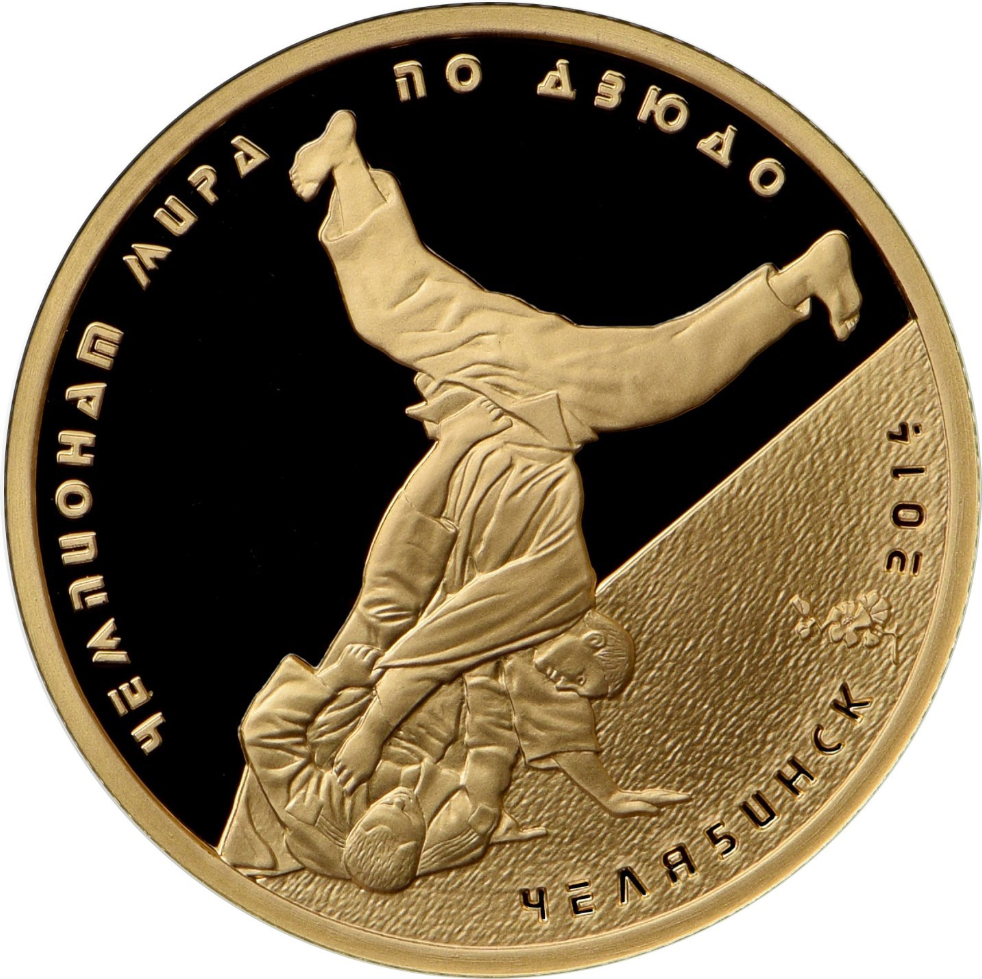
سکه یادبود طلای روسیه، ۲۰۱۴

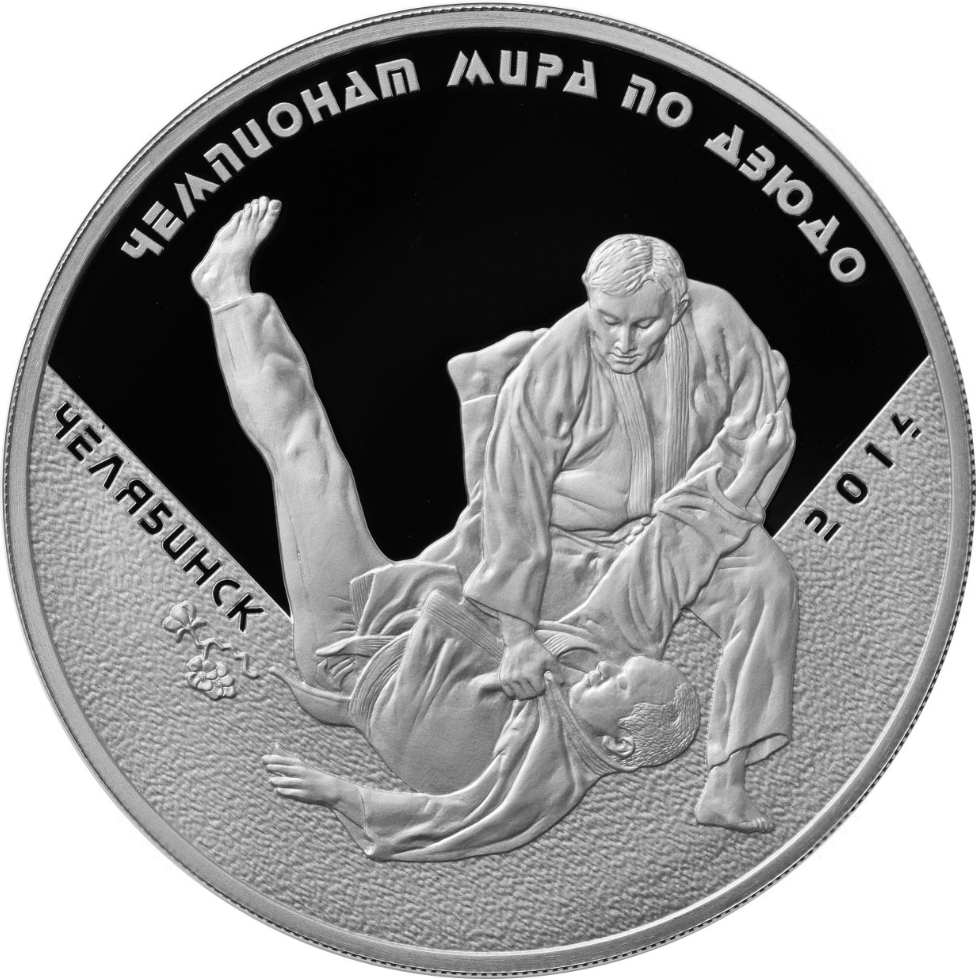
سکه یادبود نقرهٔ روسیه، ۲۰۱۴

در ۱۷ دسامبر ۲۰۱۲، در ریتز-کارلتون هتل در مسکو، ماریوس ویزر (رئیس IJF)، میخائیل یورویچ (فرماندار استان چلیابینسک) و سرگئی سلوویچیک، معاون رئیس فدراسیون جودو روسیه و رئیس اتحادیهٔ جودو اروپا توافق‌نامهٔ مربوط به میزبانی رقابت‌ها را امضا کردند.
در ۲ سپتامبر ۲۰۱۳، و پایان رقابت‌های قهرمانی جهان ۲۰۱۳، پرچم فدراسیون بین‌المللی جودو به نمایندهٔ فدراسیون جودو روسیه داده شد.
در ۱۹ مارس ۲۰۱۴، آیین نامهٔ رقابت‌ها برای این مسابقات تصویب شد. رقابت‌ها از ۲۵ تا ۳۱ اوت برگزار شد، با مسابقات انفرادی از ۲۵ تا ۳۰ اوت و مسابقات تیمی که در ۳۱ اوت برگزار گردید.

## مکان میزبان

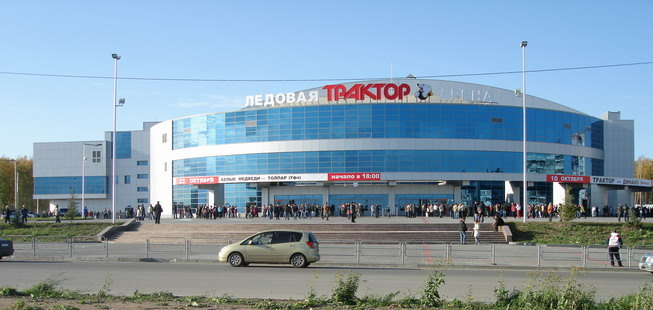
Traktor Ice Arena

رقابت‌های قهرمانی جهان ۲۰۱۴ در ورزشگاه تراکتور آیس آرنا، با گنجایش ۷٬۵۰۰ نفر برگزار شد.

## شانس‌بیار
عروسک شانس‌بیار قهرمانی جهان یک ببر بچه به نام ژوریک بود، شکل کوچک از گئورگی. شانس‌بیار در یک رأی‌گیری که پیش از رقابت‌های قهرمانی جودو اروپا ۲۰۱۲ انجام شده بود با کسب آرا به عنوان عروسک رقابت‌ها انتخاب شد.

## نشان‌واره
نشان‌وارهٔ رسمی این دوره از قهرمانی جهان با یک مستطیل سفید و آبی، با کمربند قرمز رنگ طراحی شده بود. رنگ‌های این نشان‌واره با استفاده از رنگ‌های پرچم روسیه طراحی شده بود. این نشان‌واره همچنین دارای شبح ولادیمیر پوتین به رنگ سفید است که از عکس روی جلد کتاب «جودو را با ولادیمیر پوتین یاد بگیرید» گرفته شده‌است.

## جوایز مالی
مجموع جوایز مالی ۳۰۰٬۰۰۰ دلار بود. قهرمان رقابت انفرادی ۶٬۰۰۰ دلار داده شد (۴٬۸۰۰ دلار برای جودوکا و ۱٬۲۰۰ دلار برای مربی)، نائب قهرمان ۴٬۰۰۰ دلار دریافت کرد (۳٬۲۰۰ دلار برای جودوکا و ۸۰۰ دلار، به ترتیب برای جودوکا و مربی) و مدال‌آور برنز نیز ۲٬۰۰۰ دلار گرفت (به ترتیب ۱٬۶۰۰ دلار و ۴۰۰ دلار). دو جودوکار برتر (مرد و زن) نیز ۲٬۰۰۰ دلار پاداش دریافت کردند.
برندگان رقابت تیمی در مجموع ۲۵٬۰۰۰ دلار دریافت کردند (۲۰٬۰۰۰ دلار برای جودوکاها و ۵٬۰۰۰ دلار برای مربی‌ها)، نائب قهرمان ۱۵٬۰۰۰ دلار (به ترتیب ۱۲٬۰۰۰ و ۳٬۰۰۰) و مدال‌آوران برنز ۵٬۰۰۰ دلار (به ترتیب ۴٬۰۰۰ دلار و ۱۰۰۰ دلار)

## خلاصه مدال‌ها

### مردان
| رویداد                 | طلا | نقره | برنز |
| خیلی-سبک‌وزن (۶۰ ک‌گ)    | Ganbatyn Boldbaatar · مغولستان | بسلان مودرانوف · روسیه | Amiran Papinashvili · گرجستان |
| خیلی-سبک‌وزن (۶۰ ک‌گ)    | Ganbatyn Boldbaatar · مغولستان | بسلان مودرانوف · روسیه | نائوهیسا تاکاتو · ژاپن |
| نیمه-سبک‌وزن (۶۶ ک‌گ)    | ماساشی ابینوما · ژاپن | Mikhail Pulyaev · روسیه | Georgii Zantaraia · اوکراین |
| نیمه-سبک‌وزن (۶۶ ک‌گ)    | ماساشی ابینوما · ژاپن | Mikhail Pulyaev · روسیه | Kamal Khan-Magomedov · روسیه |
| سبک‌وزن (۷۳ ک‌گ)         | ریکی ناکایا · ژاپن | Hong Kuk-hyon · کرهٔ شمالی | Victor Scvortov · امارات متحدهٔ عربی |
| سبک‌وزن (۷۳ ک‌گ)         | ریکی ناکایا · ژاپن | Hong Kuk-hyon · کرهٔ شمالی | Musa Mogushkov · روسیه |
| نیمه-میان‌وزن (۸۱ ک‌گ)   | Avtandil Tchrikishvili · گرجستان | آنتوان ولوا-فورتیه · کانادا | Loïc Pietri · فرانسه |
| نیمه-میان‌وزن (۸۱ ک‌گ)   | Avtandil Tchrikishvili · گرجستان | آنتوان ولوا-فورتیه · کانادا | ایوان نیفونتوف · روسیه |
| میان‌وزن (۹۰ ک‌گ)        | الیاس الیادیس · یونان | Krisztián Tóth · مجارستان | وارلام لیپارتلیانی · گرجستان |
| میان‌وزن (۹۰ ک‌گ)        | الیاس الیادیس · یونان | Krisztián Tóth · مجارستان | Kirill Voprosov · روسیه |
| نیمه-سنگین‌وزن (۱۰۰ ک‌گ) | لوکاش کرپالک · چک | José Armenteros · کوبا | Ivan Remarenco · امارات متحدهٔ عربی |
| نیمه-سنگین‌وزن (۱۰۰ ک‌گ) | لوکاش کرپالک · چک | José Armenteros · کوبا | Karl-Richard Frey · آلمان |
| سنگین‌وزن (۱۰۰+ ک‌گ)     | تدی رینر · فرانسه | Ryu Shichinohe · ژاپن | Renat Saidov · روسیه |
| سنگین‌وزن (۱۰۰+ ک‌گ)     | تدی رینر · فرانسه | Ryu Shichinohe · ژاپن | رافائل سیلوا · برزیل |
| تیمی                   | ژاپن · ماشو باکر (–۹۰ ک‌گ) · ماساشی ابینوما (–۶۶ ک‌گ) · Daiki Kamikawa (+۹۰ ک‌گ) · تاکانوری ناگاسه (–۸۱ ک‌گ) · ریکی ناکایا (–۷۳ ک‌گ) · Daiki Nishiyama (–۹۰ ک‌گ) · شوهه اونو (–۷۳ ک‌گ) · Ryu Shichinohe (+۹۰ ک‌گ) · Kengo Takaichi (–۶۶ ک‌گ) | روسیه · Kirill Denisov (–۹۰ ک‌گ) · Alim Gadanov (–۶۶ ک‌گ) · Denis Iartcev (–۷۳ ک‌گ) · Aslan Kambiev (+۹۰ ک‌گ) · Murat Khabachirov (–۸۱ ک‌گ) · Kamal Khan-Magomedov (–۶۶ ک‌گ) · Magomed Magomedov (–۹۰ ک‌گ) · Sirazhudin Magomedov (–۸۱ ک‌گ) · Zelimkhan Ozdoev (–۷۳ ک‌گ) · Andrey Volkov (+۹۰ ک‌گ) | آلمان · Andreas Breitbarth (+۹۰ ک‌گ) · Sven Maresch (–۸۱ ک‌گ) · Marc Odenthal (–۹۰ ک‌گ) · دمیتری پترس (+۹۰ ک‌گ) · René Schneider (–۶۶ ک‌گ) · Sebastian Seidl (–۶۶ ک‌گ) · Christopher Völk (–۷۳ ک‌گ) |
| تیمی                   | ژاپن · ماشو باکر (–۹۰ ک‌گ) · ماساشی ابینوما (–۶۶ ک‌گ) · Daiki Kamikawa (+۹۰ ک‌گ) · تاکانوری ناگاسه (–۸۱ ک‌گ) · ریکی ناکایا (–۷۳ ک‌گ) · Daiki Nishiyama (–۹۰ ک‌گ) · شوهه اونو (–۷۳ ک‌گ) · Ryu Shichinohe (+۹۰ ک‌گ) · Kengo Takaichi (–۶۶ ک‌گ) | روسیه · Kirill Denisov (–۹۰ ک‌گ) · Alim Gadanov (–۶۶ ک‌گ) · Denis Iartcev (–۷۳ ک‌گ) · Aslan Kambiev (+۹۰ ک‌گ) · Murat Khabachirov (–۸۱ ک‌گ) · Kamal Khan-Magomedov (–۶۶ ک‌گ) · Magomed Magomedov (–۹۰ ک‌گ) · Sirazhudin Magomedov (–۸۱ ک‌گ) · Zelimkhan Ozdoev (–۷۳ ک‌گ) · Andrey Volkov (+۹۰ ک‌گ) | گرجستان · Beka Gviniashvili (–۹۰ ک‌گ) · Shalva Kardava (–۶۶ ک‌گ) · وارلام لیپارتلیانی (–۹۰ ک‌گ) · Levani Matiashvili (+۹۰ ک‌گ) · Adam Okruashvili (+۹۰ ک‌گ) · Amiran Papinashvili (–۶۶ ک‌گ) · Zebeda Rekhviashvili (–۸۱ ک‌گ) · لاشا شاوداتواشویلی (–۷۳ ک‌گ) · Nugzar Tatalashvili (–۷۳ ک‌گ) · Avtandil Tchrikishvili (–۸۱ ک‌گ) |

### زنان
| رویداد                | طلا | نقره | برنز |
| خیلی-سبک‌وزن (۴۸ ک‌گ)   | آمی کوندو · ژاپن | پائولا پارتو · آرژانتین | Amandine Buchard · فرانسه |
| خیلی-سبک‌وزن (۴۸ ک‌گ)   | آمی کوندو · ژاپن | پائولا پارتو · آرژانتین | Maria Celia Laborde · کوبا |
| نیمه-سبک‌وزن (۵۲ ک‌گ)   | مایلیندا کلمندی شرکت‌کننده‌های مستقل A | Andreea Chițu · رومانی | Erika Miranda · برزیل |
| نیمه-سبک‌وزن (۵۲ ک‌گ)   | مایلیندا کلمندی شرکت‌کننده‌های مستقل A | Andreea Chițu · رومانی | ناتالیا کوزیوتینا · روسیه |
| سبک‌وزن (۵۷ ک‌گ)        | Nae Udaka · ژاپن | تلما مونتیرو · پرتغال | Sanne Verhagen · هلند |
| سبک‌وزن (۵۷ ک‌گ)        | Nae Udaka · ژاپن | تلما مونتیرو · پرتغال | اوتون پاویا · فرانسه |
| نیمه-میان‌وزن (۶۳ ک‌گ)  | کلاریس اگبگننو · فرانسه | یاردن جربی · اسرائیل | Miku Tashiro · ژاپن |
| نیمه-میان‌وزن (۶۳ ک‌گ)  | کلاریس اگبگننو · فرانسه | یاردن جربی · اسرائیل | تینا ترستنجک · اسلوونی |
| میان‌وزن (۷۰ ک‌گ)       | یوری الوار · کلمبیا | Karen Nun-Ira · ژاپن | Onix Cortés · کوبا |
| میان‌وزن (۷۰ ک‌گ)       | یوری الوار · کلمبیا | Karen Nun-Ira · ژاپن | Katarzyna Kłys · لهستان |
| نیمه-سنگین‌وزن (۷۸ ک‌گ) | ماریا آگویار · برزیل | اودره چومئو · فرانسه | کیلا هریسون · ایالات متحده آمریکا |
| نیمه-سنگین‌وزن (۷۸ ک‌گ) | ماریا آگویار · برزیل | اودره چومئو · فرانسه | انماری ولنسک · اسلوونی |
| سنگین‌وزن (۷۸+ ک‌گ)     | ایدالیس اورتیز · کوبا | Maria Suelen Altheman · برزیل | Megumi Tachimoto · ژاپن |
| سنگین‌وزن (۷۸+ ک‌گ)     | ایدالیس اورتیز · کوبا | Maria Suelen Altheman · برزیل | امیلی آندئول · فرانسه |
| تیمی                  | فرانسه · کلاریس اگبگننو (–۶۳ ک‌گ) · امیلی آندئول (+۷۰ ک‌گ) · Anne-Laure Bellard (–۶۳ ک‌گ) · Laetitia Blot (–۵۷ ک‌گ) · Annabelle Euranie (–۵۲ ک‌گ) · پریسیلا نیتو (–۵۲ ک‌گ) · اوتون پاویا (–۵۷ ک‌گ) · Margaux Pinot (–۷۰ ک‌گ) · Fanny Posvite (–۷۰ ک‌گ) · اودره چومئو (+۷۰ ک‌گ) | مغولستان · Adiyasambuugiin Tsolmon (–۵۲ ک‌گ) · Baldorjyn Möngönchimeg (–۶۳ ک‌گ) · Battulgyn Mönkhtuya (+۷۰ ک‌گ) · دورجسورنگین سومیا (–۵۷ ک‌گ) · Mönkhbaataryn Bundmaa (–۵۲ ک‌گ) · Mönkhbatyn Urantsetseg (–۵۷ ک‌گ) · Tsend-Ayuushiin Naranjargal (–۷۰ ک‌گ) · Tsend-Ayuushiin Tserennadmid (–۶۳ ک‌گ) | ژاپن · Yuki Hashimoto (–۵۲ ک‌گ) · کائوری ماتسوموتو (–۵۷ ک‌گ) · Karen Nun Ira (–۷۰ ک‌گ) · Ai Shishime (–۵۲ ک‌گ) · هاروکا تاچیموتو (–۷۰ ک‌گ) · Megumi Tachimoto (+۷۰ ک‌گ) · Miku Tashiro (–۶۳ ک‌گ) · Nae Udaka (–۵۷ ک‌گ) · کانائه یامابه (+۷۰ ک‌گ) |
| تیمی                  | فرانسه · کلاریس اگبگننو (–۶۳ ک‌گ) · امیلی آندئول (+۷۰ ک‌گ) · Anne-Laure Bellard (–۶۳ ک‌گ) · Laetitia Blot (–۵۷ ک‌گ) · Annabelle Euranie (–۵۲ ک‌گ) · پریسیلا نیتو (–۵۲ ک‌گ) · اوتون پاویا (–۵۷ ک‌گ) · Margaux Pinot (–۷۰ ک‌گ) · Fanny Posvite (–۷۰ ک‌گ) · اودره چومئو (+۷۰ ک‌گ) | مغولستان · Adiyasambuugiin Tsolmon (–۵۲ ک‌گ) · Baldorjyn Möngönchimeg (–۶۳ ک‌گ) · Battulgyn Mönkhtuya (+۷۰ ک‌گ) · دورجسورنگین سومیا (–۵۷ ک‌گ) · Mönkhbaataryn Bundmaa (–۵۲ ک‌گ) · Mönkhbatyn Urantsetseg (–۵۷ ک‌گ) · Tsend-Ayuushiin Naranjargal (–۷۰ ک‌گ) · Tsend-Ayuushiin Tserennadmid (–۶۳ ک‌گ) | آلمان · Mareen Kräh (–۵۲ ک‌گ) · Jasmin Külbs (+۷۰ ک‌گ) · Luise Malzahn (+۷۰ ک‌گ) · Iljana Marzok (–۷۰ ک‌گ) · Miryam Roper (–۵۷ ک‌گ) · Romy Tarangul (–۵۲ ک‌گ) · Martyna Trajdos (–۶۳ ک‌گ) · لاورا وارگاس کوخ (–۷۰ ک‌گ)                          |

## جدول مدال‌ها
| رتبه            | کشور                | طلا | نقره | برنز | مجموع |
| --------------- | ------------------- | --- | ---- | ---- | ----- |
| ۱               | ژاپن                | ۵   | ۲    | ۴    | ۱۱    |
| ۲               | فرانسه              | ۳   | ۱    | ۴    | ۸     |
| ۳               | برزیل               | ۱   | ۱    | ۲    | ۴     |
| ۳               | کوبا                | ۱   | ۱    | ۲    | ۴     |
| ۵               | مغولستان            | ۱   | ۱    | ۰    | ۲     |
| ۶               | گرجستان             | ۱   | ۰    | ۳    | ۴     |
| ۷               | شرکت‌کننده‌های مستقلA | ۱   | ۰    | ۰    | ۱     |
| ۷               | چک                  | ۱   | ۰    | ۰    | ۱     |
| ۷               | کلمبیا              | ۱   | ۰    | ۰    | ۱     |
| ۷               | یونان               | ۱   | ۰    | ۰    | ۱     |
| ۱۱              | روسیه               | ۰   | ۳    | ۶    | ۹     |
| ۱۲              | آرژانتین            | ۰   | ۱    | ۰    | ۱     |
| ۱۲              | اسرائیل             | ۰   | ۱    | ۰    | ۱     |
| ۱۲              | رومانی              | ۰   | ۱    | ۰    | ۱     |
| ۱۲              | مجارستان            | ۰   | ۱    | ۰    | ۱     |
| ۱۲              | پرتغال              | ۰   | ۱    | ۰    | ۱     |
| ۱۲              | کانادا              | ۰   | ۱    | ۰    | ۱     |
| ۱۲              | کرهٔ شمالی           | ۰   | ۱    | ۰    | ۱     |
| ۱۹              | آلمان               | ۰   | ۰    | ۳    | ۳     |
| ۲۰              | اسلوونی             | ۰   | ۰    | ۲    | ۲     |
| ۲۰              | امارات متحدهٔ عربی   | ۰   | ۰    | ۲    | ۲     |
| ۲۲              | اوکراین             | ۰   | ۰    | ۱    | ۱     |
| ۲۲              | ایالات متحده آمریکا | ۰   | ۰    | ۱    | ۱     |
| ۲۲              | لهستان              | ۰   | ۰    | ۱    | ۱     |
| ۲۲              | هلند                | ۰   | ۰    | ۱    | ۱     |
| مجموع (۲۵ کشور) | مجموع (۲۵ کشور)     | ۱۶  | ۱۶   | ۳۲   | ۶۴    |

## کشورهای شرکت‌کننده
| - مکزیک (۸) - هنگ کنگ (۲) - موناکو (۲) - رواندا (۱) - اسواتینی (۱) - عربستان سعودی (۵) - تشکیلات خودگردان فلسطین (۳) - ایالات متحده آمریکا (۱۱) - آرژانتین (۶) - استونی (۴) - الجزایر (۱۱) - آنگولا (۱) - ارمنستان (۷) - آروبا (۱) - ساموای آمریکا (۱) - استرالیا (۳) - اتریش (۸) - جمهوری آذربایجان (۶) - بوروندی (۴) - بلژیک (۵) - بوسنی و هرزگوین (۲) - بلاروس (۹) - بولیوی (۲) - برزیل (۱۸) - بلغارستان (۴) - کانادا (۱۱) - چین (۱۸) - ساحل عاج (۳) - کامرون (۳) - جمهوری دموکراتیک کنگو (۱) - کلمبیا (۳) - کوبا (۱۳) - قبرس (۴) - جمهوری چک (۷) - دانمارک (۲) - جمهوری دومینیکن (۵) - اکوادور (۵) - مصر (۴) - اسپانیا (۹) - فیجی (۱) - فنلاند (۱) - فرانسه (۱۸) - گابن (۳) - بریتانیای کبیر (۴) - گینه بیسائو (۱) - گرجستان (۱۰) - آلمان (۱۷) - یونان (۴) - مجارستان (۱۳) - اسرائیل (۷) - ایتالیا (۱۲) - ژاپن (۱۸) - قزاقستان (۱۶) - قرقیزستان (۱۱) | - کره جنوبی (۱۴) - کویت (۵) - لتونی (۳) - لبنان (۳) - لیختن‌اشتاین (۱) - لیتوانی (۶) - ماداگاسکار (۲) - مالاوی (۲) - مولدووا (۲) - مغولستان (۱۸) - مونته‌نگرو (۱) - موزامبیک (۳) - موریس (۱) - هلند (۱۰) - نپال (۲) - نیووی (۱) - نائورو (۱) - نیوزیلند (۳) - پاکستان (۳) - پاراگوئه (۲) - پرو (۷) - پاپوآ گینه نو (۲) - لهستان (۱۱) - پرتغال (۱۳) - کره شمالی (۹) - رومانی (۸) - روسیه (۱۸) - سنگال (۱) - سان مارینو (۱) - صربستان (۵) - سوئیس (۷) - اسلوونی (۶) - سوئد (۶) - تاجیکستان (۹) - ترکمنستان (۱۲) - تایوان (۵) - تونس (۹) - ترکیه (۴) - امارات متحده عربی (۳) - اوکراین (۱۷) - ازبکستان (۱۱) - ونزوئلا (۱۰) - یمن (۴) - زامبیا (۳) |